# 小行星6125
小行星6125（英語：6125）是一颗围绕太阳公转的小行星。1989年2月4日，上田清二、金田宏在钏路市发现了此天体。
这颗小行星的绝对星等为209.8390225770559等。